# 青海省高级人民法院
青海省高级人民法院是中華人民共和國青海省的高级人民法院。

## 机构设置
- 审判委员会

## 历任领导
院长
- 董开军（2009年9月—2010年1月，代理；2010年1月—2018年1月）[1]
- 陈明国（2018年1月—2021年1月）
- 张泽军（2021年1月—2021年2月，代理；2021年2月—）

副院长

## 对应中级人民法院
- 青海省西宁市中级人民法院
- 青海省海东市中级人民法院
- 青海省海北藏族自治州中级人民法院
- 青海省黄南藏族自治州中级人民法院
- 青海省海南藏族自治州中级人民法院
- 青海省果洛藏族自治州中级人民法院
- 青海省玉树藏族自治州中级人民法院
- 青海省海西蒙古族藏族自治州中级人民法院

## 对应铁路运输基层法院
- 西宁铁路运输法院